# Theodor Landau
Theodor Landau (geboren 22. Mai 1861 in Breslau; gestorben 12. September 1932 in Berlin) war ein deutscher Arzt und Hochschulprofessor.

## Leben
Landau war ein Sohn des Kaufmanns Stanislaus Landau (1823–1898) aus Czenstochau und dessen Ehefrau Anna Cohn.
Er war der jüngere Bruder von Leopold Landau und studierte in Straßburg, Göttingen und Berlin Medizin, hauptsächlich als Schüler seines älteren Bruders. 1885 promovierte er zum Dr. med. und war ab 1891 als Frauenarzt in Berlin tätig. Er übernahm die Poliklinik seines Bruders in der Kronenstraße 17, als dieser 1892 eine private gynäkologische Klinik in der Philippstraße 21 eröffnete. 1910 wurde er zum Sanitätsrat ernannt und betrieb die Privatklinik in der Philippstraße 21 zusammen mit seinem Bruder. Ab 1914 führte er den Titel Professor.  Er war Mitglied der Deutschen Gesellschaft für Gynäkologie.
Theodor Landau war verheiratet mit Philippine Clara Fulda. Das Paar hatte die Töchter Ruth (1900–1971) und die Schriftstellerin Leonore (Lola).

## Auszeichnungen
1891 wurde er mit dem Prix Seutin der Königlichen Academie der Medicin und Naturwissenschaften in Brüssel ausgezeichnet.

## Publikationen (Auswahl)
- Zungenkrebsoperationen der Göttinger chirurgischen Klinik vom Oktober 1875 bis Mai 1885 (Dissertation 1885)
- Ueber den Krebs der Gebärmutter von John Williams (ins Deutsche übersetzt zusammen mit Karl Abel, Berlin 1890)
- Les Salpingites (gekr. Preisschrift, Brüssel 1892)
- Die vaginale Radicaloperation, Technik und Geschichte (mit Leopold Landau, Berlin 1896)